# Sillago
Sillago är ett släkte av fiskar. Sillago ingår i familjen Sillaginidae.

## Dottertaxa tillSillago, i alfabetisk ordning[1]
- Sillago aeolus
- Sillago analis
- Sillago arabica
- Sillago argentifasciata
- Sillago asiatica
- Sillago attenuata
- Sillago bassensis
- Sillago boutani
- Sillago burrus
- Sillago caudicula
- Sillago chondropus
- Sillago ciliata
- Sillago flindersi
- Sillago indica
- Sillago ingenuua
- Sillago intermedius
- Sillago japonica
- Sillago lutea
- Sillago macrolepis
- Sillago maculata
- Sillago megacephalus
- Sillago microps
- Sillago nierstraszi
- Sillago parvisquamis
- Sillago robusta
- Sillago schomburgkii
- Sillago sihama
- Sillago sinica
- Sillago soringa
- Sillago vincenti
- Sillago vittata